# Magdalena Bravi
Lucía Magdalena Ana Bravi (La Plata, provincia de Buenos Aires; 15 de octubre de 1986), conocida artísticamente como Magui Bravi, es una actriz, bailarina y presentadora argentina. Actualmente se desempeña como actriz de cine, teatro y ficción, destacándose en películas a nivel nacional e internacional, como El juego de las cien velas (2020), Los olvidados: Cicatrices (2022) y El juego de las cien velas: La última posesión (2023). 
Se hizo conocida por haber participado en Soñando por bailar 2 (2011-2012), en el cual se consagró campeona, y en Bailando por un sueño 2012. Condujo Clave argentina por Canal 9 durante 8 años (2016-2023).

## Carrera

### 2011-2017
Entre fines de 2011 y principios de 2012, Magdalena Bravi participó del reality show Soñando por bailar 2, conducido por Santiago Del Moro. Tras cinco meses de competencia, se consagró como ganadora del certamen. Como premio, participó en Bailando por un sueño 2012 (versión argentina de Dancing with the stars) , conducido por Marcelo Tinelli, donde llegó a la final junto a Hernán Piquín. A finales de ese año, fue convocada para protagonizar el musical Nada es imposible, en el Teatro Broadway.
En 2013, participó en la obra de teatro Los Grimaldi junto a Georgina Barbarossa y debutó como conductora en el programa Style It por América 24, un espacio dedicado a la moda, la música y las artes.
En 2014, fue parte de la versión paraguaya de Dancing with the stars, Baila Conmigo Paraguay (conducido por Kike Casanova), donde llegó a las semifinales. Ese mismo año, lanzó la aplicación Magui Fitness, centrada en rutinas de ejercicio; la cual tuvo un gran éxito.Además, también tuvo una participación en Bailando por un sueño en lugar de Maximiliano Guerra.
A principios de 2015, se unió al elenco de la obra de teatro Las Leonas, junto a Carmen Barbieri, Nazarena Vélez y Carlos Calvo. A mediados de ese año, fue protagonista del musical infantil El Mago de Oz en el Teatro Picadilly, interpretando a Dorothy, con Facundo Arana como narrador; y terminó el año siendo parte de La Jaula de las locas, versión argentina de La cage aux folles, dirigida por José María Muscari. A finales de 2015 y principios de 2016, protagonizó la obra de teatro Algunas mujeres a las que les cagué la vida, junto a Pablo Rago, adaptación al castellano de la obra Some girl(s) de Neil LaBute, protagonizada en Broadway por Fran Drescher.
En 2016, Magdalena Bravi realizó una gira por todo el país con la obra de teatro Enredados. Al finalizar ese año, asumió la conducción del programa de turismo Clave Argentina en Canal 9, en el que recorre diversas localidades del país, mostrando sus culturas, comidas y paisajes. El programa sigue al aire en la actualidad. También en 2016, Bravi se unió al elenco, junto a Fabio Di Tomaso, de la obra dramática Beatnik, dirigida por Osvaldo Laport, que narra la historia del grupo de poetas de finales de la década de 1940, interpretando a Joan Vollmer.
A principios de 2017, condujo el programa brasileño Descubra Pernambuco en Band TV, donde su rol consistió en mostrar las atracciones turísticas del estado de Pernambuco, en el noreste de Bahía. Ese mismo año, fue la coreógrafa de la obra de José María Muscari Bollywood y protagonizó Acaloradas, junto a Patricia Echegoyen, Emilia Mazer y Victoria Onetto, una obra que explora la vida de cuatro generaciones de mujeres.

### 2017 - Actualidad
Desde 2017, Bravi ha centrado su carrera principalmente en el cine y continúa desarrollándose como actriz en producciones tanto nacionales como internacionales, en español e inglés.
En 2017 filmó su primera película ¿Qué puede pasar?, junto a Darío Lopilato, Emilio Disi, Mirta Busnelli y Osvaldo Santoro. Ese mismo año, filmó también su primera película de terror Madre, del director Amin Yoma, con Joaquín Berthold. 
No dejó de lado el teatro y, en 2018, formó parte de Fuerza Bruta', espectáculo reconocido y premiado internacionalmente, y continuó con una gira nacional en la obra Mi vecina favorita, junto a Lizy Tagliani, Diego Pérez y Sebastián Almada.
En 2019, Bravi participó en la obra Sex, viví tu experiencia, dirigida por José María Muscari, con Diego Ramos y Gloria Carrá; y siguió conduciendo Clave Argentina por Canal 9. También fue jurado del programa Tu fabuloso finde y filmó dos ficciones: Gorda y El sueño del pibe.
En 2020 condujo Con amigos así en KZO, junto a Pollo Álvarez. Ese mismo año, filmó El juego de las cien velas (2020) su primer rol protagónico en inglés, junto a Amy Smart. Esta película fue una coproducción entre Nueva Zelanda y Uruguay que se estrenó internacionalmente en más de 200 países. Además, en ficción tuvo su primer protagónico en Punto de quiebre, junto a Tomás Fonzi.
En televisión, hasta 2023 continuó como conductora del programa Clave Argentina y se sumó como co-conductora de Vivo para vos entre 2021 y 2022, también por Canal 9.
Desde 2020, Bravi se ha consolidado como una de las actrices más destacadas del género de terror en Argentina, estrenando en la pantalla grande películas como La forma del bosque (2021),una producción que ha sido reconocida en festivales internacionales, como Cannes y Sitges; Los olvidados: Cicatrices (2022), dirigida por Nicolás Onetti, donde compartió elenco con Mario Alarcón Y Germán Baudino en una historia de horror psicológico; El juego de las cien velas: la última posesión (2023), junto a Brett DelBuono (Oppenheimer); MarIA (2023), un thriller de terror junto a Sofía Gala y Malena Sánchez, dirigido por Gabriel Grieco; Desde adentro (2024), con Alejandro Fiore, película dirigida por Matías Rispau; Oro negro (2024), en la que también participa Roly Serrano; y Bloody Mary, junto a Matías Desiderio, dirigida por Taz Pereyra (La cola del diablo).
Su carrera no sólo se centra en el cine de terror, sino que también ha sido parte de películas de otros géneros, como La Panelista (2021), junto a Florencia Peña, y Los bastardos (2023), película en la que actuó junto a Gerardo Romano y Nacha Guevara. Además, en 2024 formó parte de Doble discurso (2024), con Rafael Ferro, Julieta Cardinali y Diego Peretti, y estrenó Lágrimas de fuego en el Festival de Mar del Plata, junto a Fabiana Cantilo, Gastón Pauls e Inés Estévez. Por su parte, en 2025 protagonizó la comedia romántica Esa semana juntos, con Pablo Yotich.
En los últimos años, la actriz tampoco dejó de lado su carrera teatral, asumiendo el rol de directora actoral en Metamorfosis (2022) y como bailarina de tango en Sexteto Mayor: Tango (2022).
Además de protagonizar películas, Magui Bravi se ha volcado hacia la escritura de guiones y la producción cinematográfica. En 2024, produjo el documental Sola en el paraíso, protagonizado por Justina Bustos y en 2025 tendrán su estreno La muerte de un comediante, dirigida por Diego Peretti, y la serie Canelones, con Verónica Llinás, Agustín Aristarán y Darío Barassi, ambos proyectos en los que Bravi se desempeña como productora. 

## Filmografía

### Cine
| Año  | Título                                                              | Título                                         | Dirección                                         | Rol                     | Notas                                        |
| ---- | ------------------------------------------------------------------- | ---------------------------------------------- | ------------------------------------------------- | ----------------------- | -------------------------------------------- |
| 2018 | Bandera de Argentina                                                | Día de estreno                                 | Nicolás Teté                                      | Lola                    | Cortometraje - Protagonista                  |
| 2018 | Bandera de Argentina                                                | ¿Qué puede pasar?                              | Alejandro Gruz y Andrés Tambornino                | Antonella               | Protagonista                                 |
| 2018 | Bandera de España                                                   | Cerdita                                        | Carlota Pereda                                    | Sara                    | Voz                                          |
| 2020 | Bandera de Argentina                                                | Madre                                          | Amin Yoma                                         | Rebecca                 | Reparto secundario                           |
| 2020 | Bandera de Brasil                                                   | Goatling                                       | Luciano de Azevedo                                | Irma                    | Voz                                          |
| 2020 | Bandera de Argentina                                                | Géminis                                        | Pablo Fritzler                                    | Noelia                  | Cortometraje - Protagonista                  |
| 2020 | Bandera de Uruguay · Bandera de Nueva Zelanda                       | El juego de las cien velas                     | Guillermo Lockhart y Nicolás Onetti               | Érica                   | Protagonista                                 |
| 2021 | Bandera de Argentina · Bandera de Chile                             | La panelista                                   | Maxi Gutiérrez                                    | Jéssica "Jessi" Estrada | Reparto secundario                           |
| 2021 | Bandera de Argentina · Bandera de Nueva Zelanda                     | The devil's tail                               | Taz Pereyra                                       | Piggy                   | Voz                                          |
| 2021 | Bandera de Argentina · Bandera de Uruguay                           | La forma del bosque                            | Gonzalo Mellid                                    | Emilia                  | Protagonista                                 |
| 2022 | Bandera de Argentina                                                | Esnob                                          | Nicolás Ríos                                      | Lucía López             | Cortometraje - Protagonista                  |
| 2022 | Bandera de Argentina · Bandera de Nueva Zelanda · Bandera de Italia | Los olvidados: Cicatrices                      | Nicolás Onetti                                    | Carla                   | Protagonista                                 |
| 2023 | Bandera de Argentina                                                | Los bastardos                                  | Pablo Yotich                                      | Cecilia                 | Reparto secundario                           |
| 2023 | Bandera de Argentina                                                | Doble discurso                                 | Hernán Guerschuny                                 | Yanina                  | Reparto secundario                           |
| 2023 | Bandera de Argentina                                                | MarIA                                          | Gabriel Grieco y Nicanor Loreti                   | Millie                  | Reparto secundario                           |
| 2023 | Bandera de Nueva Zelanda · Bandera de Argentina                     | El juego de las cien velas: La última posesión | Carlos Goitia, Guillermo Lockhart y Andrés Borghi | Lady Anne               | Protagonista                                 |
| 2024 | Bandera de Argentina                                                | Bloody Mary                                    | Taz Pereyra                                       | Letizia                 | Protagonista / Productora y guionista        |
| 2024 | Bandera de Argentina                                                | Oro negro                                      | Nicolás Ríos                                      | Lara                    | Protagonista / Productora y guionista        |
| 2024 | Bandera de Argentina                                                | Desde adentro                                  | Matías Xavier Rispau                              | Sofía                   | Protagonista / Productora                    |
| 2024 | Bandera de Argentina                                                | Lágrimas de fuego                              | Gabriel Grieco                                    | Maia                    | Reparto secundario                           |
| 2024 | Bandera de Argentina                                                | Sola en el paraíso                             | Justina Bustos y Victoria Comune                  | Productora              | Documental protagonizado por Justina Bustos. |
| 2025 | Bandera de Argentina                                                | Esa semana juntos                              | Pablo Yotich                                      | Clara                   | Protagonista                                 |
| 2025 | Bandera de Argentina                                                | La muerte de un comediante                     | Diego Peretti y Javier Beltramino                 | Productora              | Protagonizada por Diego Peretti              |
| TBA  | Bandera de Argentina                                                | Tú                                             | Amin Yoma                                         | Eleonora                | Protagonista                                 |

### Ficciones
| Año  | Título                    | Título                      | Personaje       | Notas                                                    |
| ---- | ------------------------- | --------------------------- | --------------- | -------------------------------------------------------- |
| 2013 | Bandera de Argentina      | Los Grimaldi                | Lucía           | Protagonista                                             |
| 2016 | Bandera de Argentina      | Loco por vos                | Novia de Tincho | Reparto secundario                                       |
| 2019 | Bandera de Argentina      | El sueño del pibe           | Candela "Cande" | Protagonista                                             |
| 2019 | Bandera de Argentina      | Gorda                       | Marina          | Reparto secundario                                       |
| 2021 | Bandera de Argentina      | Punto de quiebre            | Manuela         | Protagonista                                             |
| 2021 | Bandera de Argentina      | Checho y Batista: El taller | Magalí          | Protagonista                                             |
| 2022 | Bandera de Argentina      | El hincha                   | Jimena          | Reparto secundario                                       |
| 2023 | Bandera de Estados Unidos | Dioses                      | Elizabeth       | Protagonista                                             |
| 2024 | Bandera de Argentina      | Psicópata                   | Carolina        | Protagonista                                             |
| 2025 | Bandera de Argentina      | Canelones                   |                 | Productora. Protagonizada por Verónica Llinás y Soy Rada |

### Teatro
| Año         | Obra                                       | Director                                  | Notas                                                             |
| ----------- | ------------------------------------------ | ----------------------------------------- | ----------------------------------------------------------------- |
| 2012        | Nada es imposible                          | Ariel del Mastro                          |                                                                   |
| 2013        | Los Grimaldi                               | Atilio Veronelli                          |                                                                   |
| 2015        | Las leonas                                 | Marcelo Cosentino                         |                                                                   |
| 2015        | La jaula de las locas                      | José María Muscari                        | Versión en castellano del francés La cage aux folles.             |
| 2015        | El Mundo de Oz                             | Diego Rinaldi                             |                                                                   |
| 2015 - 2016 | Algunas mujeres a las que le cagué la vida | Marcelo Consentino                        | Versión en castellano del inglés Some Girl(s) de Neil LaBute.     |
| 2016        | Enredados                                  | Rodolfo Hoppe                             |                                                                   |
| 2016 - 2017 | Beatnik                                    | Osvaldo Laport                            |                                                                   |
| 2017        | Acaloradas                                 | Ernesto Medela                            |                                                                   |
| 2017 - 2018 | Bollywood                                  | José María Muscari                        |                                                                   |
| 2018        | Mi vecina favorita                         | Carlos Olivieri                           |                                                                   |
| 2018        | Fuerza Bruta                               | Diqui James                               | Espectáculo premiado internacionalmente.                          |
| 2019        | Sex                                        | José María Muscari                        |                                                                   |
| 2022        | Metamorfosis                               | Magdalena "Magui" Bravi y Franco Cadelago | Directora actoral                                                 |
| 2022        | Sexteto Mayor: Tango                       |                                           | Bailarina de tango acompañada por la banda original de Piazzolla. |
| 2023        | Microteatro                                | Florencia Limonoff                        |                                                                   |

### Programas
| Año       | Título               | Título                      | Rol                       | Notas                           |
| --------- | -------------------- | --------------------------- | ------------------------- | ------------------------------- |
| 2011-2012 | Bandera de Argentina | Soñando por bailar 2        | Participante              | Ganadora                        |
| 2012      | Bandera de Argentina | Showmatch: Bailando 2012    | Participante              | Subcampeona                     |
| 2013      | Bandera de Argentina | Style It                    | Conductora                |                                 |
| 2014      | Bandera de Argentina | Showmatch: Bailando 2014    | Participante de reemplazo | Reemplazo de Maximiliano Guerra |
| 2014      | Bandera de Paraguay  | Baila Conmigo Paraguay 2014 | Participante              | 6.º Lugar                       |
| 2016-2023 | Bandera de Argentina | Clave argentina             | Conductora                |                                 |
| 2017      | Bandera de Brasil    | Descubra Pernambuco         | Conductora                |                                 |
| 2019      | Bandera de Argentina | Tu Fabuloso Finde           | Jurado                    |                                 |
| 2020      | Bandera de Argentina | Todo puede pasar            | Jurado                    |                                 |
| 2020      | Bandera de Argentina | Con amigos así              | Coconductora              |                                 |
| 2021-2022 | Bandera de Argentina | Vivo Para Vos               | Coconductora              | Reemplazo de Carolina Papaleo   |
| 2025      | Bandera de Argentina | Las Lorenzas                | Coconductora              |                                 |

### Videoclips
| Año  | Título                  | Artista/Grupo   |
| ---- | ----------------------- | --------------- |
| 2015 | Un verano te quise      | Hakumbia Matata |
| 2017 | Quiero anestesiarme hoy | Lemans          |
| 2020 | Vamos nena              | Serie 2         |
| 2021 | La Resaca De Tu Amor    | Malafama        |